# Dia Internacional da Luz
O Dia Internacional da Luz é comemorado anualmente em 16 de maio por decisão da Organização das Nações Unidas para a Educação, a Ciência e a Cultura (UNESCO) para celebrar a importância da luz na ciência, na cultura, nas artes, na educação, no desenvolvimento sustentável e nos campos da medicina, das comunicações e da energia.

## Histórico
A data foi instituída pela Conferência Geral da UNESCO realizada em 2017 em Paris e faz referência à primeira vez que uma emissão laser foi produzida em laboratório, evento obtido pelo físico e engenheiro Theodore Maiman em 16 de maio de 1960.

## Objetivos
O evento tem sete objetivos principais:
1. Ampliar a compreensão pública de como a luz e as tecnologias que nela se baseiam permeiam a vida das pessoas e são essenciais para o desenvolvimento da sociedade.
2. Construir uma capacidade educacional mundial por meio de atividades científicas voltadas para pessoas jovens, enfatizando questões como equidade de gênero, com foco preferencial nos países em desenvolvimento e economias emergentes.
3. Destacar e explicar os vínculos entre a luz, as artes e a cultura, enfatizando o papel das tecnologias da óptica na preservação da herança cultural.
4. Promover a cooperação internacional, centralizando informações e recursos para atividades a serem coordenadas por sociedades científicas, organizações não governamentais, agências governamentais, instituições educacionais, indústrias e outros parceiros.
5. Enfatizar a importância das pesquisas básica sobre a luz, a necessidade de investimento em tecnologias nela baseadas para desenvolver novas aplicações, e a necessidade global de promover carreiras profissionais em ciência e engenharia nesses campos do saber.
6. Promover a importância das tecnologias ligadas à iluminação e a necessidade de acesso à infraestrutura ligada à luz e à energia para o desenvolvimento sustentável e para a qualidade de vida no mundo em desenvolvimento.
7. Promover a conscientização de que essas tecnologias podem desempenhar um papel importante para alcançar uma maior eficiência energética, particularmente ao limitar o desperdício de energia e ao reduzir a poluição luminosa, que são essenciais na preservação da qualidade do céu noturno.